# Teorema de Gelfond-Schneider
En matemàtiques, el teorema de Gelfond-Schneider serveix per establir la transcendència d'una gran quantitat de nombres. Va ser demostrada originalment i de manera independent l'any 1934 pel matemàtic rus Alexander Gelfond i per l'alemany Theodor Schneider. Aquest teorema demostra afirmativament el setè problema de Hilbert.

## Enunciat
Si a i b són nombres algebraics amb a≠0,1 i b irracional, llavors qualsevol valor de ab és un nombre transcendent.

### Comentaris
- Els valors de a i b no estan restringits als nombres reals, els nombres complexos també estan permesos (sempre que un nombre tingui la part imaginària diferent que 0, serà irracional, encara que tant la part real com la imaginària siguin racionals).
- En general, ab = exp(b log a) és multivaluat, on log vol dir logaritme complex. D'aquí ve el qualsevol valor de de la formulació del teorema.
- Si traiem la restricció que a i b són nombres algebraics, llavors el teorema no es compleix de manera general, ja que, per exemple:

{\displaystyle a={\sqrt {2}}^{\sqrt {2}};b={\sqrt {2}}}:{\displaystyle a^{b}={\left({\sqrt {2}}^{\sqrt {2}}\right)}^{\sqrt {2}}={\sqrt {2}}^{{\sqrt {2}}\cdot {\sqrt {2}}}={\sqrt {2}}^{2}=2.}
Aquí {\displaystyle a} pren el valor de l'arrel quadrada de la constant de Gelfond-Schneider, que, segons el mateix teorema és un nombre transcendent, per tant, no algebraic.

## Corol·laris
La transcendència dels següents nombres procedeixen directament de l'aplicació de la definició del teorema:
- Constant de Gelfond-Schneider: {\displaystyle 2^{\sqrt {2}}} i la seva arrel quadrada {\displaystyle {\sqrt {2}}^{\sqrt {2}}.}
- Constant de Gelfond: {\displaystyle e^{\pi }=\left(e^{i\pi }\right)^{-i}=(-1)^{-i}=23.14069263\ldots }, així com {\displaystyle i^{i}=\left(e^{i\pi /2}\right)^{i}=e^{-\pi /2}=0.207879576\ldots .}